# Münchener EV
Der Münchener Eislauf-Verein von 1883 (kurz Münchener EV oder MEV) ist ein Eissportverein aus München. Er ist nach dem Augsburger Eislaufverein und dem Hamburger Schlittschuh-Club der drittälteste noch existierende Eissportverein in Deutschland. Heute unterhält der Verein nur noch die Abteilungen Eiskunstlauf/Eistanz und Eisschnelllauf/Short Track. Dem Verein entstammen mehrere Olympiasieger und Weltmeister im Eiskunstlauf und im Eisschnelllauf. Bekannt wurde der Verein auch durch seine ehemalige Eishockeyabteilung, deren größte Erfolge dritte Plätze bei den deutschen Meisterschaften 1925 und 1932 waren und die Curling-Abteilung, welche sechsmal Deutscher Meister wurde.

## Gründung
Gründer des Münchener EV war eine Gruppe Münchener Ruderer, welche beim Münchener Ruder-Club von 1880 Mitglied waren und einen Ausgleichssport für den Winter suchten. Der Verein wurde am 3. Dezember 1883 im Cafe Heck am Maxmonument gegründet.
Nach dem Frankfurter Schlittschuh-Club 1861, dem Eislauf-Verein von Altona 1876 und dem Hamburger Schlittschuh-Verein (heute Hamburger Schlittschuh-Club) 1881 war der MEV der vierte in Deutschland gegründete Eissportverein. Der MEV beteiligte sich in den 80er Jahren des 19. Jahrhunderts an den Gründungen der Verbände Deutscher Eissport-Verband (DEV) und Internationale Eislaufunion (IEU).
Neben den heute noch bestehenden Abteilungen Eiskunstlauf und Eisschnelllauf bestanden auch Abteilungen für Eishockey, Curling und Rollsport. Der Verein wurde mehrmals für seine Nachwuchsarbeit ausgezeichnet, unter anderem durch die Sportplakette des Bundespräsidenten und dem Grünen Band für vorbildliche Talentförderung im Verein.

## Curling
Die Männer-Mannschaft der Curling-Abteilung wurde zwischen 1966 und 1993 insgesamt sechsmal Deutscher Meister, die letzte Meisterschaft dabei in einer Spielgemeinschaft mit dem EC Oberstdorf. Auf Grund fehlender Trainingsmöglichkeiten in München wurde die Abteilung aufgelöst.

## Eishockey
Bereits Anfang des 20. Jahrhunderts wurde beim MEV Eishockey nach kanadischen Regeln gespielt, das heißt mit einem Puck statt einem Ball. Das erste bekannte Spiel des Vereins konnte der MEV mit 15:6 gegen einen Innsbrucker EV gewinnen. 1913 nahm man erstmals an der Süddeutschen Vorrunde zur zum zweiten Mal ausgespielten Deutschen Meisterschaft teil, wo man dem Lokalrivalen MTV München mit 0:29 unterlag.
Nach Ende des Ersten Weltkrieges nahm man mehrmals an den deutschen Meisterschaften teil. Dabei erreichte man 1925 und 1932 jeweils den dritten Platz; allerdings traten bei beiden Turnieren jeweils nur drei Mannschaften an. 1926 und 1927 scheiterte man jeweils in der Vorrunde.
Nach dem Zweiten Weltkrieg nahm der MEV wieder am Spielbetrieb teil. Bereits in der Saison 1946/47 beteiligte man sich an der Bayerischen Meisterschaft. 1948/49 nahm der MEV an der Kreisliga teil. Ab etwa 1960 war der MEV der einzige Eishockeyverein in München. In der Folge konnte man sich 1962/63 die Bayerische Landesliga-Meisterschaft sichern und stieg in die Gruppenliga auf. In der Gruppenligasaison 1963/64 erreichte man erneut die Meisterschaft und stieg in die zweitklassige Oberliga auf. Die Saison 1964/65 beendete man auf dem 3. Platz. Im Sommer 1965 gab es Verhandlungen zum Anschluss des MEV an den FC Bayern München, welche jedoch scheiterten. Die Eishockey-Abteilung aber trat zum 7. Januar 1966 geschlossen zum FC Bayern München über. Die Saison 1965/66 wurde unter dem Namen FC Bayern München auf Platz 3 beendet. Die Mannschaft stieg 1967 sogar in die Bundesliga auf und spielte dort zwei Jahre, bevor die Abteilung aufgelöst wurde.
Nach der Auflösung der Eishockey-Abteilung des FC Bayern wurde diese beim MEV neu gegründet. Nachdem 1971/72 an der Bayernliga teilgenommen wurde, erreichte man 1972 den Aufstieg in die drittklassige Regionalliga Süd. Nach der Saison 1972/73, die man als 3. beendete, rückte man durch die Gründung der 2. Eishockey-Bundesliga in die jetzt drittklassige Oberliga Süd auf.
Die Saison 1973/74 beendete man abgeschlagen auf dem 13. und damit letzten Platz, verblieb aber durch Rückzüge von Konkurrenten in der Liga. In der Saison 1974/75 verbesserte man sich auf den 9. Platz, in der Saison 1975/76 sogar auf den 5. Platz. Im September 1976 schloss sich die Eishockey-Abteilung schließlich dem ebenfalls in der Oberliga spielenden EHC 70 München an. Dieser stieg im selben Jahr durch Aufstockung der 2. Bundesliga in diese auf und spielte 1980/81 in der Bundesliga.

## Eiskunstlauf
Bekannte Sportler:

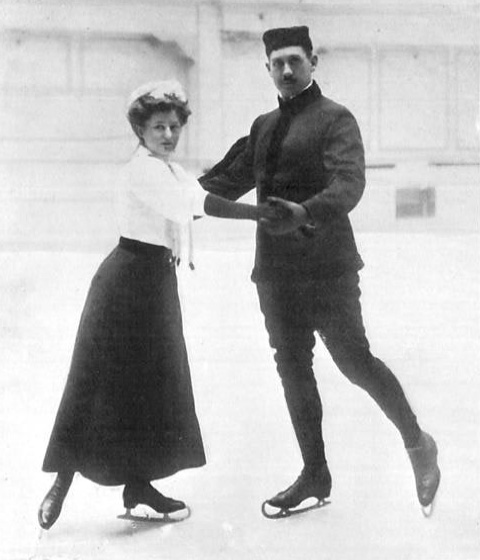
Anna Hübler und Heinrich Burger bei den Olympischen Spielen 1908

- Gilbert Fuchs, Weltmeister 1896, 1906
- Anna Hübler und Heinrich Burger, Olympiasieger 1908, Weltmeister 1908, 1910
- Maxi Herber, Olympiasiegerin Paarlauf 1936, Weltmeisterin Paarlauf 1936, 1937, 1938, 1939
- Manfred Schnelldorfer, Olympiasieger 1964, Weltmeister 1964, achtfacher Deutscher Meister
- Annette Dytrt, sechsfache Deutsche Meisterin
- Hermann Schiechtl, Eistänzer sowie inter-/nationaler Sportfunktionär und Erika Schiechtl, Eistänzerin sowie Preisrichterin

## Eisschnelllauf
Bekannte Sportler:
- Julius Seyler, Europameister 1896, 1898, Vize-Weltmeister 1898
- Erhard Keller, Olympiasieger 1968 und 1972 für den DEC Frillensee Inzell.
- Günter Schumacher[1],
- Willi Sandner[1],
- Monika Pflug[1],
- Markus Tröger[1],
- Hansjörg Baltes[1]
- Marco Weber
- Hendrik Dombek

## Stadien/Eisflächen
- Kleinhesseloher See
- Unsöldsche Eisbahn, 1882–1961
- Weststadion
- Prinzregentenstadion
- Oststadion
- Olympiaeisstadion